# Ť
Ť (gemenform: ť) är den latinska bokstaven T med en hake över. Ť är den sjunde bokstaven i det tjeckiska alfabetet och den åttonde i det slovakiska alfabetet. I båda språken uttalas den [c] (tonlös palatal klusil).
I tryckt text har ť en apostrof istället för en hake.